# Actinocephalus verae
Actinocephalus verae är en gräsväxtart som beskrevs av Paulo Takeo Sano och Trovó. Actinocephalus verae ingår i släktet Actinocephalus och familjen Eriocaulaceae. Inga underarter finns listade i Catalogue of Life.